# Okan Aydın
Okan Aydın (ur. 8 maja 1994 w Leverkusen) – turecki piłkarz grający na pozycji napastnika w Rot-Weiß Erfurt.

## Kariera klubowa
Dorastał w Akwizgranie. W 1999 trafił do SV 07 Setterich, a rok później podczas turnieju uwagę na niego zwrócili skauci Bayeru Leverkusen i podpisali z nim kontrakt. W 2012 został włączony do pierwszej drużyny, w której zadebiutował 20 października 2012 wchodząc za Simona Rolfesa w 80 minucie zremisowanego 2-2 meczu przeciwko 1. FSV Mainz 05. Wystąpił też w dwóch meczach Ligi Europy - 22 listopada 2012 wszedł w przerwie przegranego 0-2 meczu przeciwko Metalistowi Charków za Tobiasa Steffena i 6 grudnia tego samego roku zastąpił tego samego zawodnika w 75 minucie wygranego 1-0 meczu przeciwko Rosenborgowi.
We wrześniu 2013 trafił do Eskişehirsporu.
We wrześniu 2014 podpisał kontrakt z Rot-Weiß Erfurt.

## Kariera reprezentacyjna
Grając dla Niemiec zajął drugie miejsce na mistrzostwach Europy U-17 w 2011 i trzecie na mistrzostwach świata U-17 w 2011.
W lipcu 2013 zdecydował się na grę dla Turcji. Z reprezentacją tą był drugi na Igrzyskach Śródziemnomorskich 2013.

## Osiągnięcia
- drugie miejsce na mistrzostwach Europy U-17 w 2011[12]
- trzecie miejsce na mistrzostwach świata U-17 w 2011[13]
- drugie miejsce na Igrzyskach Śródziemnomorskich 2013[14]